# 希羅凱 (赫盧希夫區)
希羅凱（烏克蘭語：Широке）是烏克蘭東北部蘇梅州的一个旧村，由原赫盧希夫區負責管轄。距離托夫斯托杜博韋、福托維日和紅維什基2.5公里。